# Kinder des Sturms
Der Film Kinder des Sturms ist ein Geschichtsdrama von Miguel Alexandre aus dem Jahr 2009. Es erzählt die Geschichte einer Vertriebenenfamilie im Deutschland der Nachkriegszeit. Auf der Flucht geht ein Kind verloren, das erst nach Jahren der Suche wiedergefunden wird.
Die Fernsehproduktion wurde erstmals in der ARD am 25. März 2009 ausgestrahlt.

## Handlung
Die junge Witwe Rosemarie Hermann ist mit ihrer Schwester Bettina, ihrem Vater und ihren zwei Kindern Maria und Johannes („Jojo“) Anfang 1945 auf der Flucht von Schlesien nach Westdeutschland. Im allgemeinen Chaos verliert sie ihre Tochter. Durch das Gedränge der Menschenmassen hat Rosemarie keine Chance, wieder aus dem Zug auszusteigen, der die Vertriebenen nach Westdeutschland bringen soll. Hilflos muss sie zusehen, wie sich der Zug in Bewegung setzt und Maria ohne ihre Familie am Bahnhof zurückbleibt.
In Süddeutschland angekommen und in einer Notunterkunft in Stuttgart untergebracht, unternimmt Rosemarie alles, um Maria wiederzufinden. Fast täglich geht sie zur Suchdienst-Zentrale des Deutschen Roten Kreuzes, doch selbst nach fünf Monaten gibt es keine Spur von Maria. Bei keinem der angekündigten Kindertransporte war das Kind dabei. Rosemaries Hartnäckigkeit beeindruckt Harald Bergmann, einen neuen Mitarbeiter beim Suchdienst, der nach einer Kriegsverletzung in den Innendienst versetzt wurde. Er verschafft ihr daher eine Anstellung in seiner Arbeitsgruppe, sodass sie selber weiter mitsuchen kann und auch Zugriff auf alle möglichen Informationen und eingehenden Meldungen hat.
Maria sehnt sich ebenso nach ihrer Familie wie ihre Mutter. Man hatte sie in ein Kinderheim in der Nähe von Lübeck gebracht. Da dieses Gebiet zur britischen Besatzungszone gehört und zwischen den Zonen der verschiedenen Besatzungsmächte nur eine sehr eingeschränkte Zusammenarbeit besteht, findet sich Marias Name nie auf einer Liste der Amerikanischen Besatzungszone, zu der Stuttgart gehört. Dennoch wartet Maria geduldig, dass endlich ihre Mutter kommt, um sie abzuholen. Ihre beste Freundin Kathi hatte dieses Glück, was nun aber für Maria bedeutet, dass sie sich schweren Herzens von ihrer Freundin verabschieden muss. In der Folge wird sie schwer krank und bekommt hohes Fieber. Ihre Betreuerin Jutta König setzt sich dafür ein, dass Maria nicht ins Krankenhaus gebracht wird, damit sie sich dort nicht zusätzlich mit Typhus ansteckt. Außerdem lässt sie Kathi kommen, die durch ihren Besuch die Lebensgeister des kranken Mädchens wieder erwecken soll.
Bei ihrer Suche nach Maria hat Rosemarie stets Sorge, dass sie ihren kleinen Jojo zu sehr vernachlässigt. Immer wieder muss sie ihn der Obhut ihrer Schwester überlassen, wenn sie Stunden bei den Behörden zubringt. Dank Bettinas neuem Freund Günther können die Hermanns die Notunterkunft verlassen und ziehen auf einen Bauernhof, wo sie auch mitarbeiten können und immer ausreichend zu essen bekommen.
Inzwischen besteht auch die Möglichkeit, über das Radio Suchmeldungen aufzugeben, was Rosemarie sofort nutzt, aber auch wieder keinen Erfolg bringt. So bündelt sie ihre Energie auf ihre neue Arbeit in der Suchdienstzentrale und findet auch schnell eine Verbesserung, die jedoch mit sehr viel Aufwand verbunden ist. Sie setzt sich dafür ein, dass die Karteikarten mehrfach abgeschrieben werden, damit sie in alle Besatzungszonen geschickt werden können. Zusätzlich entwickelt sie neue Kriterien, wodurch Kinder identifiziert werden können, wenn keine Fotos vorliegen. Mit diesem System gelangen die Suchmeldungen nun in das ganze Land und auch bis in den Norden nach Lübeck.
Zunächst wird jedoch in Regensburg eine Maria Hermann als elternlos gemeldet und Rosemarie fährt umgehend dorthin. Die Enttäuschung ist groß, als das gemeldete Mädchen nicht ihre Maria ist. Allmählich zweifelt sie daran, ihre Tochter jemals wiederzufinden.
Jutta König wurde mittlerweile die gesamte Leitung des Kinderheims übertragen und da ihr Maria immer am Herzen lag, kann sie eine der neuen Suchmeldungen dem Mädchen zuordnen. Sie antwortet auf die Suchanfrage und teilt den neuen Aufenthaltsort der kleinen Maria mit, die seit einigen Wochen in einer Pflegefamilie lebt. Rosemarie hat jedoch Angst, erneut enttäuscht zu werden. Außerdem hatte der kleine Jojo einen Badeunfall, was ihr vor Augen führt, dass sie den Jungen nicht weiter vernachlässigen darf.
Harald Bergmann, mit dem sich Rosemarie im Laufe der Zeit angefreundet hat, versucht sie zu trösten und ermuntert sie nicht aufzugeben. Gemeinsam fahren sie nach Norddeutschland, müssen aber in der Pflegefamilie erfahren, dass Marie ein paar Tage zuvor weggelaufen ist. Trotz aller Mühe hat sich das Mädchen nicht einleben können und wollte allein nach ihrer richtigen Mutter suchen. Harald findet unter Marias Bett Zeitungsausschnitte über Suchmeldungen verlorengegangener Kinder, die sie über Wochen gesammelt haben muss. Da Nordradio ganz aktuell eine Suchaktion durchführt, fahren Rosemarie und Harald dorthin und hoffen zum Ende der Sendung einen Aufruf starten zu können. Doch die Sendung läuft bereits und man macht den beiden wenig Hoffnung auf Erfolg. Da vernimmt Rosemarie plötzlich die Stimme ihrer Tochter. Maria war es tatsächlich gelungen, ganz alleine bis hierher zu finden und ihre Suchmeldung bis vor das Mikrophon zu bringen. Überglücklich stehen sich nach fast 3 Jahren Mutter und Tochter gegenüber und es trennt sie nur noch eine Glasscheibe.

## Kritik
filmdienst beurteilte den Film als „(Fernseh-)Melodram um ein Flüchtlingsschicksal, das symptomatisch für das Leben im Nachkriegsdeutschland ist, durch pathetische Dialoge, rührselige Liebeleien und hochdramatische Nebenschauplätze aber zur gängigen Erzählung nivelliert.“
Rainer Tittelbach von tittelbach.tv wertete: „Es ist diese universale Ausnahmesituation und die Gefühlsbereitschaft des Zuschauers, die sich in diesem durchaus wahrhaftig anmutenden, nicht zu übertrieben ausgestatteten Fernsehfilm treffen. Großen Anteil an dieser Wirkung trug Felicitas Woll. Als überernsthafte Mutter verkörpert sie hier das absolute Gegenbild zu ihrer lebenslustigen ‚Lolle‘ aus der Kultserie ‚Berlin, Berlin‘. Noch glaubwürdiger als in ‚Dresden‘ findet sie den Tonfall und die Körperlichkeit der patenten Nachkriegsgeneration. Man glaubt ihr die Rolle – und mehr noch: Sie führt einen sicher durch das emotionale Wechselbad.“
Bei Kino.de urteilte Tilmann P. Gangloff: „Kinder des Sturms […] imponiert eher durch eine kunstvoll gestaltete und um Authentizität bemühte Oberfläche als durch kraftvolle Figuren.“ Dennoch ist „Dank der ausgezeichneten Führung der jungen Magali Greif […] der Erzählstrang mit Maria in der Tat sehr berührend. Der erwachsene Teil der Geschichte hingegen ist weitgehend vorhersehbar.“